# Erfan Asadi
Erfan Asadi (nacido el 6 de octubre de 1994) es un músico, compositor, arreglista, pianista cantante iraní.
Erfan Asadi nació en 1994 en Karaj, Irán. Desde temprana edad, con interés por el piano, pudo tocar el instrumento profesionalmente a la edad de 10 años, y desde entonces ha buscado aprender el canto persa. Debido a su interés por la música iraní, Erfan Asadi pudo llevar su primer trabajo, una de sus canciones más escuchadas en Irán, al mercado musical iraní a la edad de 18 años.
Se graduó de la Universidad de Teherán de Ciencias Aplicadas y Tecnología con una Licenciatura en Música. Asadi aprendió piano de varios pianistas como Chista Gharib, Mostafa Kamal Pourtorab, Tigran Mesroupian, Ehsan Sabouhi, Shaya Asadi, Behrang Shegerfkar y Fariborz Lachini.
Comenzó su carrera en 2008 y tocó en la Orquesta Nacional de Irán, dirigida por Bardia Kiaras. También da un concierto de dúo de piano con Shahrdad Rohani en Teherán y Gorgan.
Lanza su primer álbum titulado Baran en 2021 en el mercado musical iraní.

## Discografía
- "Akharesh Ke Chi" (2018)
- "Ghoroor" (2019)
- "Man To Ro Mikham" (2020)
- "Baroon" (2021)